# Laura Helmuth
Laura Helmuth est une journaliste scientifique américaine et rédactrice en chef du magazine de vulgarisation scientifique Scientific American. Elle était auparavant rédactrice en chef de la santé et des sciences pour The Washington Post.

## Éducation et formation
Laura Helmuth intègre le Eckerd College, où elle obtient son baccalauréat en biologie et psychologie en 1991. Elle rejoint ensuite l'Université de Californie à Berkeley. Elle est diplômée d’un doctorat en neurosciences cognitives en 1997. Elle effectue son travail de doctorat dans le laboratoire du professeur Richard Ivry. Ses recherches se concentrent sur les neurosciences sous-jacentes de la maladie de Parkinson, et aboutissent à une thèse intitulée Apprentissage séquentiel chez les patients atteints de la maladie de Parkinson. Cette étude intègre notamment la compréhension du rôle du cervelet dans la fonction verbale, l'apprentissage et l'attention, ainsi que l'étude de la façon dont le cerveau coordonne et exécute les mouvements cycliques.
En 1998, Laura Helmuth obtient un certificat en communication scientifique de l'Université de Californie à Santa Cruz. Elle commence sa carrière d'écrivaine scientifique en tant que stagiaire à Science News.

## Carrière professionnelle
De 1999 à 2004, Laura Helmuth travaille comme journaliste et rédactrice en chef pour Science Magazine. Elle est ensuite devenue rédactrice scientifique au Smithsonian Magazine de 2004 à 2012, avant de devenir rédactrice scientifique et santé pour le magazine en ligne Slate,,. Au cours de son mandat de quatre ans, elle gagne en notoriété grâce la couverture scientifique et imaginative de la ligne éditoriale de Slate, qui comprend notamment une série explorant la science de la longévité, ou les raisons pour lesquelles les humains vivent plus longtemps qu'auparavant,.
Le 28 avril 2016, Laura Helmuth devient la rédactrice en chef de The Washington Post pour la santé, la science et l'environnement, supervisant une équipe de treize journalistes. Le 13 avril 2020, la journaliste succède à Mariette DiChristina en tant que neuvième rédactrice en chef de Scientific American.
Tout au long de sa carrière, Laura Helmuth a acquis une réputation de journaliste rigoureuse dans la couverture des données scientifiques. Elle participe à des conférences sur la lutte contre la désinformation par le journalisme scientifique,.
Pendant son engagement à The Washington Post, elle supervise le développement d'une série de vidéos intitulée The Vaccine Project, écrite par Anna Rothschild et Brian Monroe, afin de lutter contre l'hésitation à l'égard des vaccins. Elle est également à l'origine de la série de vulgarisation scientifique Medical Mysteries. En 2019, elle développe un document de conseils destiné aux journalistes couvrant la pandémie du COVID-19. Pour la rédactrice scientifique « la répétition rend la désinformation plus vraie »,.

## Reconnaissance
Laura Helmuth est membre d'un comité permanent sur l'avancement de la recherche et de la pratique en communication scientifique dans les académies nationales des sciences, de l'ingénierie et de la médecine,. Elle participe à des conférences dans des institutions comme l'American Institute of Physics, la National Academy of Sciences et l'Université du Wisconsin à Madison, sur la façon dont les journalistes scientifiques peuvent lutter contre la désinformation et l'incertitude dans leurs reportages,.
De 2016 à 2018, Laura Helmuth est présidente de la National Association of Science Writers. Elle siège aux conseils d'administration de la Society for Science and the Public, du High Country News, de la Geological Society of Washington, du magazine Spectrum, initiative de la Fondation Simons, et du service SciLine de l'Association américaine pour l'avancement des sciences,.

## Distinctions
- 2018 : Résidence d'écriture, Université du Wisconsin, Madison
- 2019 : Graduate Student Alumni Award, Université de Californie, Santa Cruz[23].